# حزب کمونیست ژاپن
حزب کمونیست ژاپن (JCP ; ژاپنی: 日本共産党 Nihon Kyōsan-tō) یک حزب سیاسی در ژاپن است و یکی از بزرگترین احزاب کمونیست غیر حاکم در جهان است.
JCP طرفدار ایجاد جامعه ای مبتنی بر سوسیالیسم، دموکراسی، صلح و مخالفت با نظامی‌گری است. این نهاد پیشنهاد می‌کند با تلاش در چارچوب دموکراتیک و در عین حال مبارزه با آنچه «امپریالیسم و متحد تابع آن، سرمایه انحصاری» توصیف می‌کند، به اهداف خود برسد. این حزب طرفدار انقلاب خشونت‌آمیز نیست، درعوض «انقلابی دموکراتیک» را برای دستیابی به «تغییر دموکراتیک در سیاست و اقتصاد» و «احیای کامل حاکمیت ملی ژاپن» پیشنهاد می‌کند، که این خود را نقض اتحاد امنیتی ژاپن با یونایتد می‌داند. ایالات، اگرچه به دلیل مخالفت با نظامی شدن مجدد ژاپن، قاطعانه از ماده ۹ قانون اساسی ژاپن دفاع می‌کند.